# استاد مست
استاد مست (انگلیسی: Drunken Master) فیلمی در ژانر رزمی و کمدی به کارگردانی یوئن وو-پینگ است که در سال ۱۹۷۸ منتشر شد. از بازیگران آن می‌توان به جکی چان، یوئن سیو-تی‌ین و هوانگ جانگ-لی اشاره کرد.